# 松蔭大学湘南キャンパス
松蔭大学湘南キャンパス（しょういんだいがくしょうなんキャンパス）は神奈川県平塚市大神3489-1番地に所在する松蔭大学のキャンパスである。

## 概要
かつては湘南ベルマーレの公式グラウンドとして使用されていて、大神グラウンドという名称であった。当時、湘南ベルマーレはフジタと賃貸契約を結んでいたが、2004年の使用期限切れに伴い、フジタは松蔭大学に売却した（湘南ベルマーレ#クラブハウスも参照）。2006年秋までは期限付きで湘南ベルマーレが練習場として使用していた。現在は松蔭大学が湘南グラウンドとして使用している。

## 施設
相模川沿いに芝のコートが2面、クレーコートが1面設置されている。上り新幹線で相模川を渡る直前、左側を見える、時々ナイター設備のあるグラウンドが湘南グラウンドである。観戦や練習見学は土手に座って眺めることになる。土手の高さがちょうどよいので観戦しやすい。トップチームの練習のほか、ユースも使用していて休日はその保護者達で土手はごった返す。

## アクセス
- JR東海道線 平塚駅より神奈川中央交通バス（北口8番乗り場）「本厚木駅」行きで大神（おおかみ）下車。＜約25分、320円＞徒歩3分。